# Barszcz biały wielkanocny
Uzasadnienie: jedna z wielu regionalnych wersji (uwaga: patrz tamże sekcja Żur, żurek a barszcz biały)
Barszcz biały wielkanocny – tradycyjna zupa wywodząca się z kuchni wiejskiej, przyrządzana na zakwasie z grubo zmielonej mąki żytniej, o lekko kwaśnym smaku, podawana na gorąco, z kawałkami jajka, wędlin, startego chrzanu i chleba pokrojonego w kostkę. Nie zabielana i nie zagęszczana mąką ani śmietaną. Na Podkarpaciu, m.in. Sieniawie i okolicach Rozwadowa, jest spożywany tradycyjnie na Wielkanoc. Produkt wpisany na listę produktów tradycyjnych Ministerstwa Rolnictwa i Rozwoju Wsi w dniu 30 października 2013 w kategorii: Gotowe dania i potrawy w woj. podkarpackim

## Tradycja

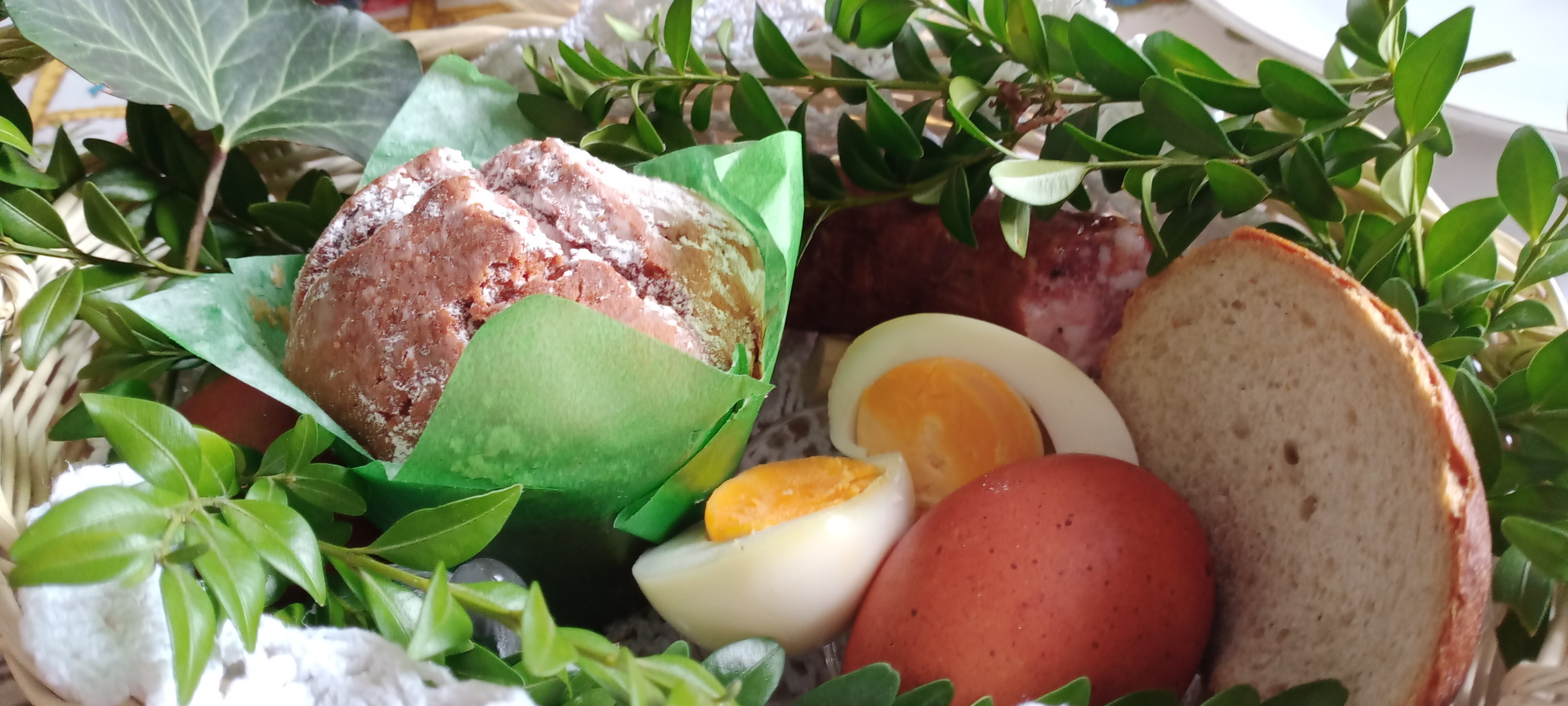
Święconka do barszczu

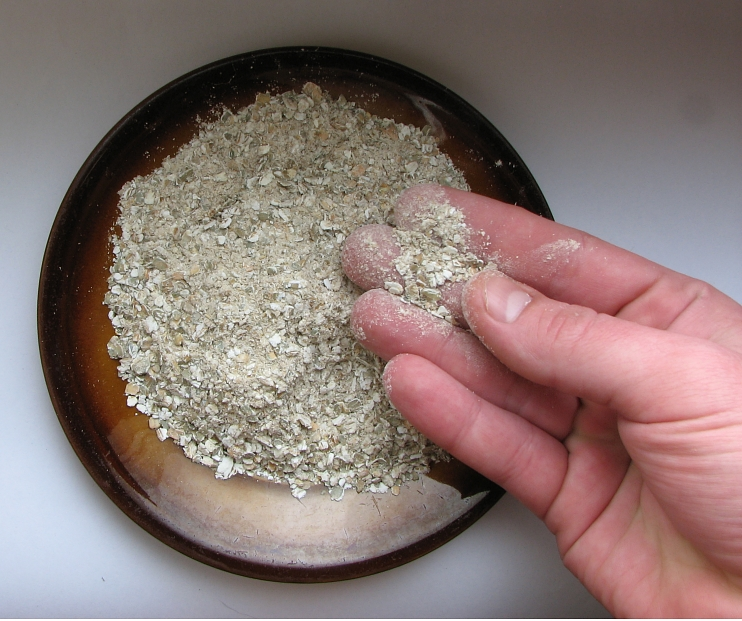
Mąka na barszcz – śruta żytnia

Na podkarpaciu gotowany jest barszcz biały – czysty, tzw. wielkanocny, podawany na śniadanie wielkanocne. Gotowany na zakwasie, z grubo mielonej mąki żytniej, skórki chleba żytniego razowego i czosnku. Zakwas robiono też z potłuczonego ziarna żyta, lub otrąb żytnich. Składniki zalewa się letnią przegotowaną wodą i stawia pod przykryciem na kilka dni w ciepłym miejscu. Zakwas jest mieszany co dzień celem odprowadzenia wydzielających się gazów z procesu fermentacji. Barszcz gotuje się dodając do gotującej wody (ilość wody uzależniona od liczby jedzących), kawałki różnych wędzonek, boczku, szynki, kiełbasy i kawałki chrzanu. Gotuje się całość ok. 1 godziny, następnie dodaje się zakwas (czysty bez mąki !) do smaku według uznania i gotuje jeszcze ok. 30 minut. Zalewa się barszczem pokrojone jajka i dodaje kawałki chleba, tzw. święconkę dodając do smaku sól i pieprz. W niektórych regionach podkarpacia jest też dodawany suszony biały ser. Tradycja wymaga, aby z talerza zjeść całą zawartość, ponieważ wszystko co jest na talerzu, było poświęcone w Wielką Sobotę. Często nie jest przygotowywany obiad w ścisłym jego znaczeniu, i zastępuje go barszcz. Obecnie barszcz biały, czysty wielkanocny, na podkarpaciu jest gotowany jako potrawa codzienna, oraz świąteczna na Wielkanoc.